# Saint-Flavy
Saint-Flavy ist eine französische Gemeinde mit 297 Einwohnern (Stand 1. Januar 2022) im Département Aube in der Region Grand Est (vor 2016 Champagne-Ardenne). Sie gehört zum Arrondissement Nogent-sur-Seine und zum Kanton Saint-Lyé. Zudem ist die Gemeinde Teil des 2003 gegründeten Gemeindeverbands L’Orvin et de l’Ardusson.

## Geographie
Saint-Flavy liegt etwa 21 Kilometer nordwestlich von Troyes.
Nachbargemeinden sind Ossey-les-Trois-Maisons im Nordwesten und Norden, Orvilliers-Saint-Julien im Norden und Nordosten, Échemines im Osten und Südosten, Prunay-Belleville im Süden sowie Marcilly-le-Hayer im Westen.    

## Bevölkerungsentwicklung
| Jahr                       | 1962 | 1968 | 1975 | 1982 | 1990 | 1999 | 2006 | 2011 | 2019 |
| Einwohner                  | 208  | 180  | 192  | 216  | 247  | 211  | 250  | 267  | 291  |
| Quellen: Cassini und INSEE |      |      |      |      |      |      |      |      |      |

## Sehenswürdigkeiten
- Kirche Assomption-de-la-Vierge aus dem 12. Jahrhundert

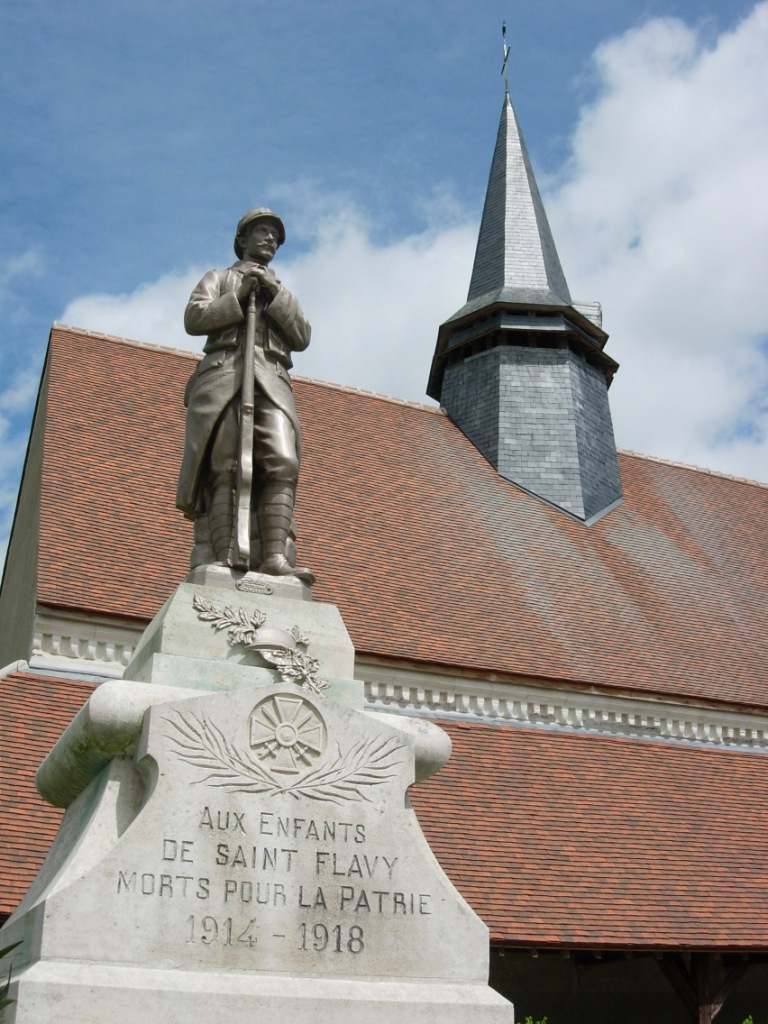
Kirche Assomption-de-la-Vierge mit dem Kriegerdenkmal